# Barnard 68
Barnard 68 ou LDN 57 é uma nuvem molecular, nebulosa escura ou glóbulo de Bok, localizada na constelação Ofiúco no hemisfério sul e dentro de nossa própria galáxia, a Via-Láctea, a uma distância de aproximadamente 400 anos-luz, tão próxima que nem uma única estrela pode ser vista entre ela e o Sol. O astrônomo americano Edward Emerson Barnard adicionou esta nebulosa ao seu catálogo de nebulosas escuras em 1919. Seu catálogo foi publicado em 1927, no qual incluiu cerca de 350 objetos. Por causa de sua opacidade, seu interior é extremamente frio, sua temperatura é de cerca de 16 K (-257 °C). Sua massa é cerca de duas vezes a do Sol e mede cerca de meio ano-luz de diâmetro.

## Características
Apesar de ser opaca em comprimentos de onda de luz visível, o uso do Very Large Telescope, no Cerro Paranal, revelou a presença de cerca de 3.700 estrelas da Via Láctea entre a nebulosa e a Terra, algumas das quais são visíveis em comprimentos de onda infravermelhos. Medições cuidadosas do grau de obscurecimento resultaram em um mapeamento preciso e minucioso da distribuição de poeira dentro da nuvem. Observações obtidas com o Observatório Espacial Herschel foram capazes de restringir ainda mais a distribuição do componente de poeira e sua temperatura. Ter uma nuvem escura na vizinhança solar facilita muito as observações e medições de nuvens desse tipo. Se não for interrompida por forças externas, a estabilidade das nuvens de poeira estão em um bom equilíbrio entre a pressão externa causada pelo calor ou pressão do conteúdo da nuvem e as forças gravitacionais internas geradas pelas mesmas partículas (veja a instabilidade de Jeans e a massa de Bonnor-Ebert). Isso faz com que a nuvem oscile ou oscile de uma forma não muito diferente que uma grande bolha de sabão ou de um balão cheio de água quando sacudido. Para que a nuvem se torne uma estrela, a gravidade deve exercer uma força superior por tempo suficiente para causar o colapso da nuvem e atingir uma temperatura e densidade onde a fusão nuclear possa ser sustentada. Quando isso acontece, o tamanho muito menor do envelope da estrela sinaliza um novo equilíbrio entre a gravidade e a pressão da radiação.
A massa da nuvem é cerca de duas vezes a massa do Sol e mede cerca de meio ano-luz de diâmetro. As arestas bem definidas de Barnard 68 e outras características mostram que a nuvem está à beira do colapso gravitacional, podendo tornar-se uma estrela dentro dos próximos 200.000 anos ou mais.